# انون سانغسانوي
انون سانغسانوي (بالتايلندية: อานนท์ สังข์สระน้อย) (1 مارس 1984 بناخون راتشاسيما في تايلاند - ) هو لاعب كرة قدم تايلندي في مركز الهجوم. شارك مع منتخب تايلاند تحت 23 سنة لكرة القدم ومنتخب تايلاند لكرة القدم. أما مع النوادي، فقد لعب مع نادي بوليس تيرو ونادي موانغتونغ يونايتد وNakhon Ratchasima F.C. ‏ وSisaket F.C. ‏ ونادي شيانج ري يونايتد وNorth Bangkok University F.C. ‏.

## روابط خارجية
- انون سانغسانوي على موقع قاعدة بيانات كرة القدم.إي يو (الإنجليزية)
- انون سانغسانوي على موقع ناشيونال فوتبول تيمز (الإنجليزية)
- انون سانغسانوي على موقع Soccerway.com (الإنجليزية)
- انون سانغسانوي على موقع عالم كرة القدم.نت (الإنجليزية)